# 久遠寺右京
久遠寺 右京（くおんじ うきょう）は、高橋留美子の漫画『らんま1/2』、およびその派生作品に登場する架空の人物。声優はアニメでは鶴ひろみ (テレビアニメ１作目) 、名塚佳織 (テレビアニメ２作目) 、SANKYOパチンコ版では山崎和佳奈。

## 人物
お好み焼き屋「うっちゃん」を経営する女の子で、早乙女乱馬のもう1人の許婚 。愛称は「うっちゃん」。
関西弁を喋り、背中に大きなヘラを担いでいる。男勝りだが面倒見がよくさっぱりとした性格。乱馬に対しては女の子らしい一面も見せており、意図的に喜怒哀楽の表情を使い分け、優柔不断な乱馬を振り回す強かさを見せることもあるが、シャンプー、九能小太刀ほどには乱馬に強引に迫ることはない。絵が上手い。一人称は「ウチ」。

### 過去
乱馬が幼少の頃、父・早乙女玄馬とともに修行で各地を転々としているときに、お好み焼きの屋台を経営する右京親子と出会い、それ以降、乱馬は幾度となく右京との「勝負」に勝っては、右京からただでお好み焼きを貰っていた。
その後、右京の父が玄馬に、右京を乱馬の嫁にしたいと申し出て、既に玄馬と天道早雲の間で「早雲の娘を乱馬の許婚とする」約束が結ばれていたため、玄馬は申し出を一旦は断るも、右京の父が持参金代わりに屋台を贈ろうとしていることを知った玄馬は欲に目がくらみ、右京を乱馬の許婚にすると約束してしまい、困った玄馬が乱馬に「お好み焼きと右京のどちらが好きか」と尋ねたところ、乱馬は「お好み焼き」と答えたため、玄馬は約束を破って屋台だけを持ち逃げしてしまった。早乙女父子に捨てられた形となった右京は、早乙女父子への復讐を誓い、以降、女を捨てて男として過ごすようになった。
その後、乱馬を追って風林館高校に転入し乱馬と勝負、その最中に全ての事情を理解した乱馬と仲直りし、正式にもう1人の許婚となった。
なお、乱馬は、右京が風林館高校に転入してくるまで、右京のことを男だと思っており、実際に風林館高校転入後も、登校時には学ランとさらしを着用している。本作の女性キャラクターとしては珍しくお色気シーンは稀で水着シーンも一度しかないが、アニメ版では女子制服姿や体操着姿、ドレス姿まで披露している。物語終盤では、シャンプー、小太刀とともにトリオで登場することが多くなった。

### 恋愛
自分と同じく乱馬の許婚である天道あかねとはライバル関係。しかし、あかねとは仲の良い友人関係にあり、腕力に訴えることはほとんどなく、恋敵の排除を目論むにしても、大抵はあかねを良牙とくっつける、らんまをお好み焼きで「餌付け」して懐柔するなど間接的な策を用意している。また、シャンプーや小太刀のように乱馬の心を完全に無視して暴走することも少ない。あかねの方も右京の過去を知っており、ほとんど敵意を抱いていない。博打王キングに天道家自宅と道場を差し押さえられた時には、一家で右京の自宅（店舗の2階）に転がり込み、世話をかけていた。また、行き倒れ寸前のくノ一、小夏を助けた（実際は果たし状をお好み焼きにして渡した）際に、里に帰ろうとした小夏が右京を慕っていることがわかったため引き留めてその後、店で住み込みのウエイトレスにさせている。男子高校に通っていた際に紅つばさという女装趣味の男子に惚れられている。良牙とは同じような境遇にあることから終盤までコンビを組むことが多く、破恋洞の霊たちからは乱馬とあかねよりも仲が良いカップルと判断されるなど相性は良かった。破恋洞を通った結果、2人は喧嘩別れしたが、あかねからは喧嘩する程仲が良いとも言われている。なお、破恋洞では乱馬とあかねは良牙と右京が付き合っていると誤解したまま物語が終了しているが、後に良牙と雲竜あかりの付き合いが始まった際には右京について言及していない。

### 技
早乙女父子への復讐心ゆえにお好み焼きだけでなく、武闘の心得も持っている。「お好み焼き」の生地や道具を戦闘用に改良し武器として用いる。相手を直接仕留める技はほとんどなく、主に相手の弱体化を図る技を多用し、普段から背負う巨大なヘラを決め手としている。お好み焼きのヘラを飛び道具として使用することも多い。
接着剤入り生地
接着剤を混ぜた、お好み焼きの生地。
緊縛ゴム入りヤキソバ
ゴムの入った焼きそば。相手の動きを封じる時に使う。移動用に使用する場合は「レスキュー焼きそばロープ」と呼ぶ。
巨大オイル
巨大なオイル引きを、地を滑らせて敵にぶつける。名称は特に無い。
スペシャル天カスカンシャク玉ミックス
天カスにかんしゃく玉を混ぜた技。
メリケン粉爆弾
メリケン粉の入った袋を模した爆弾。
お好み返し
お好み焼きを相手に向かって投げる技。
スペシャルお好み焼特Lサイズ
とても大きいお好み焼きの生地を相手に投げつける技。
スペシャルモダン焼き
モダン焼きの形はしているが、相手に投げつけると爆発する。

### その他
右京を演じた鶴は、関西出身ではないので関西弁のイントネーションに非常に苦労したとのことである。
関西地方(具体的な地域は不明)出身でありながら、アニメでは作画スタッフの誤解で、関西風ではなく広島風のお好み焼きを焼いていたシーンがある。